# Halifax Hurricanes
Halifax Hurricanes fue un equipo de baloncesto canadiense que jugaba en la NBL Canadá, la primera competición profesional de su país. Tenía su sede desde 2010 en la ciudad de Halifax, Nueva Escocia, y disputaba sus partidos como local en el Scotiabank Centre, con capacidad para 11.093 espectadores.

## Historia
El club se fundó en 2015 tras la desaparición del anterior equipo de la ciudad, los Halifax Rainmen, tras declararse en bancarrota. Un nuevo grupo de inversores puso en marcha el proyecto, comenzando su andadura en la temporada 2015-16.
Eligieron como entrenador al español Hugo López, que en su primera temporada ha sido elegido Entrenador del Año, tras llevar al equipo a las Finales del campeonato. Se proclamaron finalmente campeones tras derrotar en las finales a los London Lightning.